# وی. کریشناسامی
وی. کریشناسامی (انگلیسی: V. Krishnasamy؛ زادهٔ ۱۳ ژانویهٔ ۱۹۴۸) بازیکن فوتبال اهل مالزی بود.
این بازیکن به‌همراه تیم ملی فوتبال مالزی در بازی‌های المپیک تابستانی ۱۹۷۲ شرکت کرده‌است.